# Hexostoma albsmithi
Hexostoma albsmithi är en plattmaskart. Hexostoma albsmithi ingår i släktet Hexostoma och familjen Hexostomatidae. Inga underarter finns listade i Catalogue of Life.